# What You Got
"What You Got" es una canción escrita y grabada en 1974 por John Lennon, y lanzada en su quinto álbum de estudio en solitario, Walls And Bridges. Esta canción fue escrita sobre su separación de Yoko Ono.

Bueno, eso es hablando de Yoko. De verdad no sabes lo que tienes hasta que lo pierdes.

John Lennon, 1980, All We Are Saying, David Sheff

Lennon grabó demos caseros de What You Got en el comienzo del verano de 1974. Se realiza en una guitarra acústica, en esta etapa era una canción rockabilly recordando las obras de Carl Perkins . Diferentes grabaciones de demostración han sido publicadas en el set John Lennon Anthology y el álbum Acoustic.
La canción también contenía un eco de la canción Rip It Up de Little Richard, una canción que Lennon grabó más tarde para su siguiente álbum de estudio Rock 'n' Roll.
Para cuando Lennon entró en el estudio para grabar Walls And Bridges, What You Got se había transformado en un sofisticado espectáculo de funk, que recordaba a For The Love Of Money de The O'Jays. A Lennon le encantaba la música disco y funk de los 70, e instruyó a sus músicos de Nueva York para recrear estos estilos.
La canción fue uno de los tres de "muros y puentes" que escribió acerca de su separación de Yoko Ono; los otros fueron Going Down On Love y Bless You.

## Personal
Los músicos que interpretaron la grabación original fueron los siguientes:
- John Lennon: voz principal, guitarra
- Nicky Hopkins: piano
- Jesse Ed Davis: guitarra eléctrica
- Eddie Mottau: guitarra acústica
- Ken Ascher: clavinet
- Klaus Voormann: Bajo eléctrico
- Arthur Jenkins: percusión
- Jim Keltner: Batería
- Bobby Keys, Steve Madaio, Howard Johnson, Ron Aprea, Frank Vicari: cuernos